# 元太兴
元太兴（5世紀—498年），河南郡洛阳县（今河南省洛阳市东）人，追尊魏景穆帝拓跋晃之孙，侍中、征南大将军、开府仪同三司、青州刺史、京兆康王拓跋子推之子，北魏宗室、官员。

## 生平
元太兴承袭了父亲的爵位京兆王，出任长安镇都大将，因为贪污受贿，在太和十四年十月庚辰（490年11月13日）被免除官职削夺爵位，后来出任秘书监。太和二十年十一月乙酉（496年12月16日），元太兴的京兆王爵位被恢复，出任统万镇将，又改封为西河王。统万镇后来被改为夏州，元太兴仍然担任刺史，又代理卫尉卿。当初，元太兴身患疾病，请了许多僧人作法事道场，他所有的财产一下子全部布施出去，乞求疾病痊愈，名叫“散生斋”。斋会结束后，僧人们四散离去，有一个僧人才说自己来乞讨斋会剩下的食物。元太兴对他开玩笑的说：“斋食已经吃完了，只有酒肉。”僧人说：“我也能吃。”元太兴就拿出一斗酒，一只羊腿，僧人吃完后还说没吃饱。等他告辞出门后，元太兴发现酒肉还在，就出门追赶这个僧人，一无所见。元太兴于是在佛像前许愿说：“刚才的师傅应当不是世俗之人，如果我的疾病痊愈，就舍弃王爵进入佛门。”没多久元太兴的病就痊愈了，他于是向魏孝文帝元宏请求出家，上表十余次之后才被许可。当时魏孝文帝在南征的军队中，下诏皇太子元恂在四月八日为元太兴剃发，施予布帛两千匹。元太兴出家后，法名僧懿，居住在嵩山，太和二十二年（498年）去世，朝廷赠予雍州刺史，谥号康王。

## 家庭

### 兄弟
- 元遥，北魏征北大将军、中护军、右光禄大夫、饶阳宣公
- 元恒芝，北魏仪同三司、宣穆公
- 元泰安，北魏广平内史
- 元坦，北魏步兵校尉、城门校尉

### 儿子
- 元昴，北魏青州刺史、西河穆王[7]
- 元仲景，西魏骠骑大将军、仪同三司、豳州刺史、顺阳王
- 元暹，东魏侍中、骠骑大将军、录尚书事、汝阳文献王